# Live After Death
Live After Death — перший живий альбом англійської групи Iron Maiden, який був випущений 14 жовтня 1985 року.

## Композиції
1. Intro: Churchill's Speech — 0:49
2. Aces High — 4:39
3. 2 Minutes to Midnight — 6:03
4. The Trooper — 4:31
5. Revelations — 6:11
6. Flight of Icarus — 3:27
7. Rime of the Ancient Mariner — 13:18
8. Powerslave — 7:13
9. The Number of the Beast — 4:53
10. Hallowed Be Thy Name — 7:21
11. Iron Maiden — 4:20
12. Run to the Hills — 3:54
13. Running Free — 8:43